# 人中穴
人中穴（じんちゅうけつ）は、鼻と口の間にある縦に走っている溝にある経穴のこと。督脈に所属する水溝穴のことである。ここを突くことで生き返りの効果があるとされる。

## 名前の由来
天の下、地の上、すなわちその中間の人の位置にあることから付けられている。